# К-16
К-16 — советская атомная подводная лодка проекта 658, 658М, 658У, заводской № 905.

## История
Заложена 5 мая 1960 года на стапеле цеха № 50 Северного машиностроительного предприятия. Спущена на воду 31 июля 1961 года. С 11 августа по 3 ноября 1961 года на лодке были проведены швартовные испытания оборудования и механизмов. Заводские ходовые испытания проводились в период с 4 по 7 ноября 1961 года. Государственные испытания проходили с 19 ноября по 28 декабря 1961 года. 28 декабря 1961 года Государственная комиссия подписала акт о завершении государственных испытаний ПЛАРБ «К-16».
Включена в состав Северного флота 16 марта 1962 года, зачислена в состав 31-й дивизии подводных лодок с местом базирования в Западной Лице. Первым командиром ПЛАРБ «К-16» был назначен капитан 2 ранга Митрофанов Феликс Александрович.
В 1962 году лодка отрабатывала задачи боевой подготовки.
С января по май 1963 года ПЛАРБ «К-16» находилась в ремонте в Северодвинске.
В 1962 — 1964 годах ПЛАРБ находилась в боевом дежурстве и отрабатывала задачи боевой подготовки в море и на базе.
В период с января 1964 года по август 1968 года ПЛАРБ «К-16» осуществила три автономных похода на боевую службу общей продолжительностью 126 суток, в том числе в 1965 году одну боевую службу продолжительностью 65 суток, пройдя 15850 морских миль.
15 февраля 1965 года ПЛАРБ «К-16» была переведена в состав 31-й дивизии 12-й эскадры подводных лодок с местом базирования в Ягельной губе.
С марта 1965 года по сентябрь 1968 года под руководством специальной межведомственной комиссии на субмарине проводилась усиленная эксплуатация главной энергетической установки (с парогенераторами типа ПГ—13У). Целью испытаний была проверка работоспособности главной энергетической установки при длительной эксплуатации в реальных условиях.
В 1966 году на лодке была обнаружена газовая неплотность в контуре охлаждения реактора, вследствие чего решением комиссии была разрешена эксплуатация активной зоны до выработки номинального энергозапаса на мощности не более 30 %.
В период с 4 октября 1968 года по 28 декабря 1970 года ПЛАРБ «К-16» проходила текущий ремонт на судоремонтном заводе «Звездочка». При прохождении ремонта лодка была модернизирована по проекту 658М.
В 1970 году ПЛАРБ «К-16» была возвращена в состав 18-й дивизии 3-й флотилии подводных лодок с базированием в губе Сайда.
В период с 8 июня 1971 по 1 октября 1977 года ПЛАРБ «К-16» выполнила семь автономных походов на боевую службу общей продолжительностью 324 суток.
В 1976 году ПЛАРБ «К-16» в составе соединения была переформирована в состав 18-й дивизии 11-й флотилии подводных лодок с базированием в губе Гремиха.
В период с 10 февраля 1982 года по 20 июля 1985 года на лодке была произведена перезарядка активных зон реакторов и проведены работы по демонтажу ракетных комплексов.
В 1985 — 1987 годах ПЛАРБ находилась в боевом дежурстве и отрабатывала задачи боевой подготовки в море и на базе.
22 мая 1986 года в базе во время производства работ по погрузке боезапаса в кормовые торпедные аппараты был частично затоплен первый отсек. Лодкой было принято около 40 тонн забортной воды, частично залито электрооборудование отсека.
В 1987 году ПЛАРБ «К-16» была поставлена в очередной ремонт.
14 марта 1989 года лодка была выведена из боевого состава ВМФ.
Всего с момента спуска на воду ПЛАРБ «К-16» прошла 208352 морских миль за 25770 ходовых часов.
По состоянию на 1996 год лодка хранилась на плаву в пункте временного хранения.